# Lidia Thorpe
Lidia Alma Thorpe (ur. 18 sierpnia 1973 w Carlton) – australijska polityczka, senatorka Zielonych.

## Życiorys
Urodziła się 18 sierpnia 1973 r. w Carlton. Pochodzi ze społeczności DjabWurrung, Gunnai i Gunditjmara, wychowała się w ubóstwie i była zmuszona ukończyć edukację w wieku 14 lat. Jej babką była działaczka społeczna i aborygeńska Alma Thorpe, która stworzyła Victorian Aboriginal Health Service, a matką Marjorie Thorpe, zwyciężczyni prawyborów Zielonych w okręgu Gippsland, a w latach 1990. współprzewodniczącą komisji Bringing Them Home Stolen Generations i członkinią Council for Aboriginal Reconciliation.
Przez całe życie była działaczką aborygeńską, m.in. jako Aboriginal Employment Adviser w Municipal Association of Victoria, delegatka do Lakes Entrance Aboriginal Education Consultative Group, prezeska Lakes Entrance Basketball Association, członkini rady szkoły Nowa Nowa Primary School i dyrektorka The Clan Corporation, a w 2016 roku wstąpiła do partii Zielonych.
W wyborach uzupełniających w 2017 r. jako pierwsza aborygeńska kobieta została wybrana do Zgromadzenia Ustawodawczego Wiktorii, wygrywając z dużą przewagą w okręgu, który od dawna był reprezentowany przez posłów Partii Pracy (51% do 40%). W Zgromadzeniu zajmowała się kwestiami przemocy domowej oraz sprawami mieszkaniowymi. W 2018 r. nie uzyskała reelekcji.
W czerwcu 2020 Zieloni wskazali ją do zapełnienia wakatu w Senacie po rezygnacji senatora Richarda Di Natale i 4 września 2020 Parlament Wiktorii delegował ją do reprezentowania stanu w Senacie jako pierwszą osobę ze społeczności aborygeńskiej ze stanu Wiktoria i pierwszą federalną parlamentarzystkę Zielonych ze społeczności aborygeńskiej. W 2022 r. wygrała wybory do Senatu ze stanu Wiktoria i została wiceliderką frakcji Zielonych w Senacie. Podczas zaprzysiężenia wywołała skandal, nazywając królową Elżbietę II kolonizatorką.
Matka trójki dzieci, ma czwórkę wnuków. Była ofiarą przemocy domowej.